# 沙窝会议
沙窝会议是中国共产党1935年8月4日—6日在四川省松潘县毛儿盖的沙窝寨（今下八寨乡血洛）召开的中央政治局扩大会议。沙窝会议会址现已列为全国重点文物保护单位。
1935年8月4日，红军主力到达毛儿盖附近的沙窝，中共中央在这里召开了政治局会议，讨论当时的形势和任务，作出《关于一、四方面军会合后的政治形势与任务的决议》，重申两河口会议确定的北上战略方针，强调创造川陕甘根据地，是当前红一、四方面军面临的历史任务。 